# Mitología maya
La mitología maya se refiere al conjunto de creencias, leyendas y tradiciones míticas desarrolladas por la antigua civilización maya en Mesoamérica. La cultura maya floreció en lo que ahora son partes de Guatemala, México, Belice, Honduras y El Salvador, y alcanzó su apogeo entre los siglos VI y IX d. C.

## El Popol Vuh
La historia maya de la creación de los quiché es el Popol Vuh. En el barro sin mucho éxito, posteriormente se crea al hombre a partir de madera con resultados igualmente infructuosos, después de los dos fracasos se crea el hombre en un tercer intento, esta ocasión a partir del maíz y se le asignan tareas que elogiaron a dioses: cortador de gemas, tallador de piedras y otros. Algunos creen que los mayas no apreciaban el arte por sí mismo, sino que todos sus trabajos eran para exaltación de los dioses.
Después de la historia de la creación, el Popol Vuh narra las aventuras de los héroes gemelos legendarios, Hunahpú e Ixbalanqué, que consistieron en derrotar a los señores de Xibalbá, del mundo terrenal. Estos son dos puntos focales de la mitología maya y a menudo se encontraron representados en arte maya.
Cuenta el Popol Vuh que los gemelos Hunahpú tenían la costumbre de jugar a la pelota (un juego sagrado) en un campo sobre el Xibalbá o reino de los muertos y eso causaba gran molestia a los señores del Xibalbá. Furiosos, planearon la muerte de los gemelos, y los retaron a una partida del juego en su territorio, finalmente cometieron una equivocación. Por ello, fueron sacrificados y enterrados, y la cabeza de uno de ellos fue cortada y colgada sobre un árbol seco. Tiempo después, una doncella del inframundo pasó cerca del árbol, y la cabeza le escupió. Ella quedó embarazada y dio a luz a los gemelos Hunahpú e Ixbalanque.
Estos gemelos fueron tratados como esclavos por sus medio hermanos, hasta que un día decidieron que estaban hartos: hicieron que subieran a un árbol, y, con ayuda de la magia, alargaron el tronco hasta dejarlos a una gran altura y convirtiéndolos en monos.
Los hermanos vivieron muchas aventuras donde demostraron su capacidad y poder. Decidieron que iban a vengar la muerte de su padre y de su tío, y para ello trazaron un plan contra los señores del Xibalbá. Aprendieron a jugar a la pelota, y lo hicieron en el mismo campo donde habían jugado sus antepasados, haciendo que los señores del inframundo se pusiesen furiosos. Otra vez, los señores del Xibalbá decidieron retar a los gemelos. Ellos aceptan, pero evitaron las tretas y no se equivocaron de camino.
Los hermanos fueron retados una vez más: deben saltar un gran foso en llamas. Ellos aceptan, y caen en el intento. Los señores del Xibalbá trituraron sus huesos y lanzaron sus cenizas al río, pero se depositaron en una de las orillas y de ellas volvieron a surgir los gemelos. Días después, volvieron disfrazados al Xibalbá y lograron dominar allí a todos sus habitantes, a quienes dejaron vivir a cambio de que renunciasen a todo su poder para hacer el mal.
Por último, Hunahpú e Ixbalanqué se convirtieron en deidades, en la luna y el sol.

## La creación según los mayas
En la mitología maya, Tepeu y Kukulkán (Quetzalcóatl para los aztecas) son referidos como los creadores, los fabricantes, y los antepasados. Eran dos de los primeros seres a existir y se dice que fueron tan sabios como antiguos. Huracán, o el ‘corazón del cielo’, también existió y se le da menos personificación. Él actúa como una tormenta, de la cual él es el dios.
Tepeu y Kukulkán llevaron a cabo una conferencia en la cual decidieron que, para preservar su herencia, debían crear una raza de seres que pudieran adorarlos. Es así que Huracán realiza el proceso de creación mientras que Tepeu y Kukulkán dirigen el proceso. La Tierra es creada junto con los animales.
El hombre es creado, primero de lodo, pero este se deshace ante el efecto de la lluvia. Convocan, entonces, a otros dioses y crean al hombre a partir de la madera, pero este no posee alma ni tampoco memoria. Por ende, aunque podían reproducirse y hablar, son eliminados. Se dice que de esta raza descienden los simios. Finalmente, es a partir del maíz que crean al hombre. Mezclan maíz amarillo y madera para construir la piel de los humanos y con maíz rojo hacen la sangre. Estos seres eran perfectos, pero se asemejaban tanto a los dioses que estos se sintieron amenazados y decidieron enviarles niebla para contrarrestar su grandeza. Allí termina el proceso de creación de los humanos.

## Dioses notables

### Los tres primeros dioses creadores
Estos realizaron el primer intento de la creación del hombre a partir del fango. Sin embargo, pronto vieron que sus esfuerzos desembocaron en el fracaso, ya que sus creaciones se destruyeron ante el poder de la lluvia.
Kukulkán: En lengua maya significa "serpiente emplumada". En la mitología maya, Kukulkán es el dios de la fertilidad. Creó vida por medio del agua y enseñó a los hombres a producir fuego. Es conocido también por Qucumatz o Cuculcán.
Huracán: En lengua maya significa "el de una sola pierna", dios del viento, tormenta y fuego, también conocido como "corazón del cielo". Fue también uno de los trece dioses creadores que ayudaron a construir la humanidad durante el tercer intento. Además provocó la Gran Inundación después de que los primeros hombres enfurecieron a los dioses. Supuestamente vivió en las neblinas sobre las aguas torrenciales y repitió "tierra" hasta que la tierra emergió de los océanos. Huracán se transformó en lo que actualmente se conoce como  de Orión constelación. Nombres alternativos: Hun Raqan, Hurakan, Tohil y Bolon Tzacab. Su equivalente en el período clásico es Kawiil, caracterizado por su pierna en forma de serpiente.
Tepeu: En la mitología maya, fue dios del cielo y uno de los dioses creadores que participó en los tres intentos de crear la humanidad.

### Los siete segundos dioses creadores
Estos dioses realizaron el segundo intento de crear al hombre a partir de la madera. El problema de los hombres de madera fue que no poseían alma ni memoria.
1. Alom - La Diosa pobladora. Concebía a los hijos junto a Qaholom, quien los engendraba.
2. Bitol - Dios del cielo. Entre los dioses creadores, fue el que dio forma a las cosas. Participó en los dos últimos intentos de crear la humanidad.
3. Kukulkán
4. Hurakán
5. Qaholom - El dios padre que engendra los hijos.
6. Tepeu
7. Tzacol - Dios del cielo.

### Los últimos dioses creadores

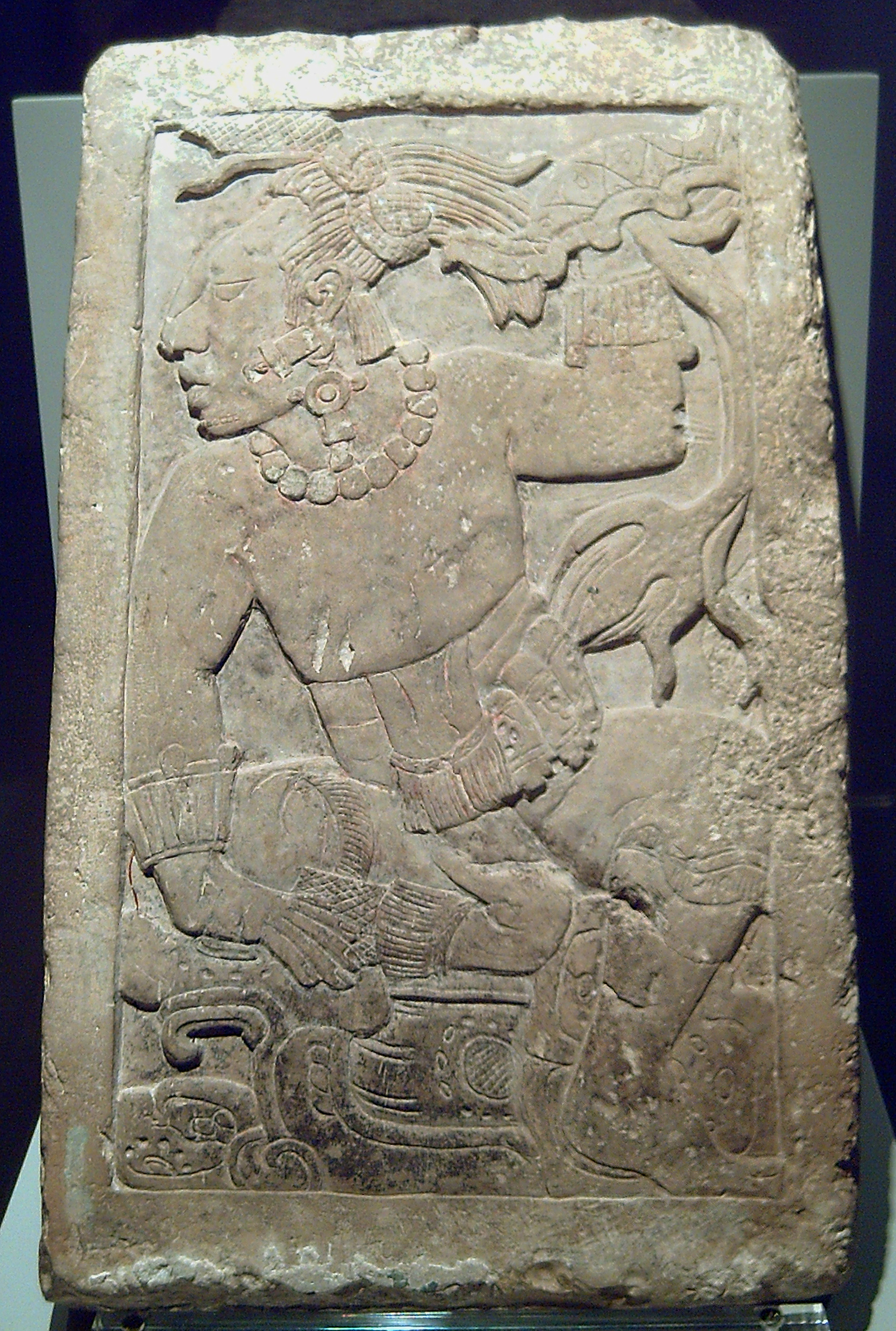
Bacab en un bajorrelieve procedente de Palenque, en el Museo de América de Madrid (España).

Estos realizaron el tercer intento de construir la humanidad a partir de maíz y finalmente lograron obtener éxito donde los otros dioses habían fracasado.
- Xlitan
- Ajtzak
- Akaime
- Bitol
- Chirakata-Ixminasune
- Kukulkán
- Hun-Hunahpú
- Ixmukané : (del quiché, xmuq "enterrado" y el maya yucateco mucane "está tu" y je, "cola", "enterrada está tu cola") es un personaje mitológico perteneciente a la cultura Maya-Quiché. Aparece en el Popol Vuh como la "Abuela Diosa del Maíz", encargada de moler este y hacer la masa que sería de la consistencia del cuerpo del hombre.

En los diferentes pueblos tiene papeles importantes como Madre, Diosa, Abuela, Inspiradora, Creadora y Consejera. Se le representa como una anciana.
- Ixpiyacoc
- Mulzencab
- Tepeu
- Tzacol

Se pueden encontrar referencias a los Bacabs en los escritos del historiador del siglo XVI Diego de Landa y en las historias mayas coleccionadas en el Chilam Balam. En algún momento, los hermanos se relacionaron con la figura de Chac, el dios maya de la lluvia. En Yucatán, Chan Kom se refiere a los cuatro pilares del cielo como los cuatro Chacs. También se cree que fueron dioses jaguar, y que están relacionados con la apicultura. Como muchos otros dioses, los Bacabs eran importantes en las ceremonias de adivinamiento, y se les hacían preguntas sobre los granos, el clima y la salud de las abejas.

## Los Señores de Xibalbá
Xibalbá es el peligroso inframundo habitado por los señores de la enfermedad y la muerte de la mitología Maya. Se decía que el camino hacia esta tierra estaba plagado de peligros, era escarpado, espinoso y prohibido para los extraños. Este lugar era gobernado por los Señores Vucub-Camé y Hun-Camé. Los habitantes de Xibalbá eran cuatro:
1. Patán
2. Quicxic
3. Quicré
4. Quicrixcac

Mictlān, Xibalbā, Inframundo―'lugar de muertos'― Los Nueve Señores de la Noche; los Bolontikū, 'aquellos cuyos verdaderos nombres no se mencionan', gobiernan los nueve niveles. Cuerpos celestes como el Sol, la Luna y Venus pasan por el inframundo después de desaparecer bajo el horizonte cada noche. Ū'Kūx Xibalbā- Corazón, Energía del Inframundo. Según los sacerdotes españoles era el infierno. Tradicionalmente se le ubicaba a la entrada de una caverna de Alta Verapaz, cerca de Cobán, Guatemala, no se ha podido localizar; pero si nos asomamos a nuestro interior, nos daremos cuenta de la tremenda similitud existente entre dicha región subterránea y nuestro abismo psicológico. Bajo el mando de los reyes de Xibalbā «Hūn-Camé' (Supremo-Muerto) y Wuqūb'-Camé' (Principal-7-Muerto), están diez Príncipes, cuyo trabajo es dañar al hombre, causarle infortunios, enfermedades, dolor y muerte». 
```
   • Ū'Kūx Xibalbā (inframundo)—Debajo de la superficie terrestre, y ubicados sobre las raíces del árbol Yaxché, se dispusieron 9 capas para los Señores Bolontikū, [Bolon-Ti-Kū; Nueve Señores de la Noche]. Cada nivel estaba presidido por uno de ellos, que eran considerados trece y una sola deidad al mismo tiempo. Cada uno rige un nivel y se relacionan con enfermedades y muerte. La entrada está situada en la cresta oscura de la Vía Láctea. Para llegar allí, las ánimas tienen que ingresar a cuevas, o cenotes, donde los portones se abrirán gracias al Xōloitzcuintli, el perro guía que las acompañará. Cuatro raíces del enorme Yaxché apuntan a los cuatro rincones del inframundo, con nueve capas. 
         'Bajo la columna celestial de las deidades, fuerzas, colores y dualidades flotaban en las aguas sagradas sobre la Tierra de cuatro cuartos. Debajo del nivel terrestre se encontraban los nueve niveles del inframundo, los reinos que las almas de los muertos debían atravesar: el lugar para cruzar el agua, el lugar donde se encuentran los cerros, la montaña de obsidiana, el lugar del viento de obsidiana, el lugar donde se alzan pancartas, el lugar donde se acribilla a flechazos, el lugar donde se devoran los corazones, el lugar de obsidiana de los muertos, en fin, el lugar donde el humo no tiene salida conocido también como Mictlān. Cielo más bajo; lugar por donde viaja la Luna y del que estaban suspendidas las nubes. Segundo; lugar de las estrellas, las cuales se dividían en dos grandes grupos: las 400 estrellas del norte (Centzōn Mimixcoa) y las 400 (innumerables) estrellas del sur (Centzōn Huītznāhua). Tercera región: cielo del Sol Tōnatiuh; recorre este cielo en su viaje desde la región de la luz hasta su hogar en el oeste. Cuarto; donde se puede ver a Venus. Quinto: viajan los cometas o estrellas humeantes. Sexto y séptimo nivel; sólo se podían ver los colores verde y azul o, según otra versión, negro y azul: los cielos del día y de la noche. Octavo: era aparentemente el lugar de las tormentas, y los tres cielos superiores (el blanco, el amarillo y el rojo) estaban reservados como morada de las deidades. Los más importantes de los 13 niveles eran los dos últimos, constituían Ōmeyocan, la morada de la deidad suprema dual, generadora y fundadora del universo.
```

Āh Puch [Yum Kimil, Kimi] ―también se le conoce como Cizin, Kisin; El Flatulento, Hūn Āhau; Un Gobernante, Āh Puchah, Āh Puch; El Descarnado, Cum Hā, Eopuco, Tzontemoc. Los Mayas de hoy lo llaman Yom Cimil, Yum Kimil; Señor de la Muerte. Cizin; hedor. Cizin; ciz, flatulencia, apestoso. El Dios de la Muerte recibió nombres que señalan su naturaleza cadavérica o Cimi; muerte. Reinaba sobre el más bajo de los nueve mundos subterráneos Mayas. Tiene por cabeza una calavera, muestra las costillas desnudas y proyecciones de la columna vertebral. Si su cuerpo está cubierto de carne, ésta se ve hinchada y cubierta de círculos negros que sugieren su descomposición. Su aspecto se completa con ornamentos en forma de cascabeles de oro o cobre; se han encontrado grandes cantidades en pozos donde se suponen fueron arrojados con las víctimas. Deidades Creadoras — K'akoch y Hachākyum. Sukūnkyum; deidad del Inframundo, Akyantho, de los foráneos, Kisin, de la muerte, Tuup; carga el Sol en el cielo. Akinchob; deidad de la milpa, Mensabak; de la lluvia, Kanankax, guardián del bosque. (Bruce, 1974), (Thompson 1970:303)
DR© 2018. Universidad Nacional Autónoma de México, Instituto de Investigaciones Históricas Disponible en: www.historicas.unam.mx/publicaciones/publicadigital/libros/seler/409.html DR© 2018. Universidad Nacional Autónoma de México, Instituto de Investigaciones Históricas. Este artículo ha utilizado desciframientos recientes del arte y la escritura Maya como un mosquito heurístico mediante el cual leer los nombres de los señores de Xib'alb'a. El nombre principal del 'Dios A' parece haber sido Aj-Ma 'as, "Él, el Duende".
o "El del Miedo", y se ha demostrado que tiene al menos dos aspectos: el primero, un cadáver apestoso y enfermo al que a menudo se hace referencia como Xinil o Kisin, parece haber representado la muerte por descomposición corporal; el segundo, ocasionalmente llamado Los Nombres de los Señores de Xib'alb'a en la escritura jeroglífica Maya Lajiin y Aj-Ma', ya que parece haber sido un señor de la muerte propiamente dicho, y haber sido similar en muchos aspectos al Mictlantecuhtli de las tierras altas de México. Dios Al, a quien ahora podemos identificar como Lajiin o Akan, ha sido demostrado ser un dios del autosacrificio por decapitación, y el culto a su alter ego del Posclásico, Lajiin, o Dios Q, parece haberse preocupado en gran medida por la ejecución. Estas facetas específicas de la muerte reveladas en los nombres y las imágenes de los dioses A, Al y Q revelan algo de las preocupaciones que los antiguos mayas debieron haber tenido por la vida después de la muerte, y de su respectivo lugar dentro de ella en caso de que murieran uno o más de ellos. las muertes espantosas encarnado en las personas de estas variadas deidades. Dios L, conocido desde hace mucho tiempo por haber sido el señor principal de Xib 'alb' a y una de las deidades de la creación, ahora puede ser llamado por el nombre Ik'-(Y)ak'ab'-Ta[h}n "Negro es Su Corazón Oscuro". Fue conocido con este epíteto durante todo el Período Clásico, aunque mucho más tarde se le asociaría con la destrucción de la creación anterior por inundación bajo un sobrenombre diferente, aún esquivo. Un importante y dios muy extendido, sus imágenes se encuentran en lugares tan lejanos como Cacaxtla (donde se le asociaba con el nombre calendárico "4 Perro") y era un enemigo especial de una de las deidades patronas de Palenque, B'olon-(Y)ook. -Te'-K'uh, el aspecto nocturno del Dios Sol, que reinaba en Xib' alb'a desde el anochecer hasta el amanecer. La fugacidad del día y la noche, entonces, se reflejó en el estado transitorio del Dios L en su guarida del Inframundo. Además, los triunfos periódicos del Sol Nocturno y su familiar conejo eran en sí mismos modelos y
Metáforas aprovechadas por al menos un rey, Kan-B'ahlam II de Palenque, como telón de fondo mítico para la historia de las ceremonias de designación de su propio heredero y eventual coronación como rey de su ciudad.

## Otros dioses maya importantes
- Hunab Ku
- Itzamná: Dios creador, también encarnaba el cosmos y era el dios de los cielos. Le enseñó el lenguaje al pueblo maya.
- Ixchel: Diosa maya de la Luna, esposa del dios solar Kinich Ahau.
- Chaac: Deidad maya del agua,de la lluvia,de la fertilidad y de la agricultura.
- Ah Mun: Dios maya del maíz. Se le representa como un joven que lleva una mazorca de maíz.
- Ah Muzenkab: Dios de las abejas y la miel.
- Bolon Dzacab: El dios del rayo y fuego, relacionado con los linajes reales mayas.
- Buluc-Chabtan: Dios maya de la guerra y de los sacrificios humanos.
- Ek Chuah: Dios de los mercados y del cacao. Los mayas lo solían representar, con una bolsa a la espalda.
- Yum Kaax: “Señor de los bosques”, era dios maya del maíz y de la agricultura.
- Bacab: Los cuatro hermanos que sostenían la bóveda celeste.
- Ah Puch: “El descarnado”, era el dios maya de la muerte.
- Xtabay: Diosa maya de los suicidios, esposa de Ah Puch. una mujer legendaria, duende o demonio. Diosa maligna que tomaba la forma de una hermosísima mujer que atraía a los hombres.
- Ixtab: Otra versión  de Xtabay, se relacionaba con la futura vida paradisíaca y protegía a los suicidas por ahorcamiento.
- Ah Tab: Era el dios de la caza y protector de los animales. También era llamado Sip o Acanum-zuhuy.
- Kakasbal: Era un dios maya maligno que se manifestaba bajo formas monstruosas para que su maleficio entrara en el alma por todas la vías posibles.
- Kawiil : Dios del fuego.